# Xã Mahoning, Quận Montour, Pennsylvania
Xã Mahoning (tiếng Anh: Mahoning Township) là một xã thuộc quận Montour, tiểu bang Pennsylvania, Hoa Kỳ. Năm 2010, dân số của xã này là 4.171 người.